# 峰浜村
峰浜村（みねはまむら）は、秋田県の北部に位置し日本海に面していた村。農業が主な産業であるが、村の75%が山林で林業も行われていた。

## 地理
- 山: 焼山、次郎左衛門岳、水沢山、高峰山、母谷山、ポンポコ山
- 河川: 水沢川、塙川
- 湖沼: 峰水湖（水沢ダム）

### 隣接していた自治体
- 能代市
- 山本郡：八森町、藤里町

## 歴史
- 1955年（昭和30年）4月1日 - 塙川村と沢目村が合併して、峰浜村発足。村名は塙川村が山沿い（峰）に、沢目村が海沿い（浜）にあったことから。
- 1957年（昭和32年）6月20日 - 旧村域（比八田・外荒巻および坂形）の一部が能代市に編入。
- 2006年（平成18年）3月27日 - 八森町と合併して八峰町となり、同日峰浜村が廃止される。

## 地域

### 教育
- 峰浜村立峰浜中学校
- 峰浜村立水沢小学校
- 峰浜村立岩子小学校
- 峰浜村立塙川小学校

## 交通

### 鉄道
- 東日本旅客鉄道
  - 五能線 - 沢目駅

### 道路
- 一般国道
  - 国道101号
    - 道の駅みねはま
- 主要地方道
  - 秋田県道63号常盤峰浜線
- 一般県道
  - 秋田県道143号石川向能代線
  - 秋田県道209号塙川能代線

## 著名出身者
- 鈴木裕美子 (自転車選手)